# Vanja Radauš
Vanja Radauš, hrvaški akademski kipar, slikar in pesnik, * 29. april 1906, Vinkovci, † 24. april 1975, Zagreb.

## Življenjepis
Diplomiral je na Akademiji likovnih umetnosti v Zagrebu. Leta 1943 se je pridružil NOVJ; bil je član Predsedstva ZAVNOH.
Po vojni je bil profesor in dekan Akademije; ustvaril je več spomenikov NOB. 
Bil je tudi član Jugoslovanske akademije znanosti in umetnosti.
Naredil je samomor.